# 坂田有希
坂田 有希（さかた ゆき、1974年11月22日 - ）は、日本の女性声優(フリー)。神奈川県出身。AB型。夫は声優の西垣俊作。

## 出演作品
※太字はメインキャラクター

### テレビアニメ
2003年
- ケロケロキングデラックスプラス（タネ）[1]

2005年
- IZUMO -猛き剣の閃記-（ヤタロー）

2006年
- ザ・サード 〜蒼い瞳の少女〜（ミリィ）

2016年
- TO BE HERO（キャバ嬢B）

### ゲーム
2000年
- ケロケロキング（タネ）

2007年
- どきどき魔女神判!（望月ゆーま、綿引メリー）

2008年
- どきどき魔女神判2（望月ゆーま、綿引メリー）[1]

2009年
- どき魔女ぷらす（望月ゆーま、綿引メリー）[1]

2010年
- ティンクル☆くるせいだーすGoGo!（九浄リア）

### パチンコ・パチスロゲーム
- CASINO DREAMER（森下未久）[1]
- 早起きG-THUNDER[1]
- もえぱちっ!（鳳弥生）[1]
- もえぱちっ! 2学期（鳳弥生）[1]

### 吹き替え
- アグリーダック（ニコ）
- スーパーモデル（ジェイミー）
- FIX&FOXI（ピップ）
- マイリトルタイガー（リサ）

### ラジオ
- Studio TeaParty（ゆきてぃ、らじろぐ：2006年7月7日 - 2010年5月28日）
- Studio T Paradise（ゆきてぃ、らじろぐ→ケロログ：2010年6月4日 - ）

### ドラマCD
- ティンクル☆くるせいだーす きらきらサウンドステージ#02 リア&ロロット（九浄リア）
- どきどき魔女神判! ドラマCD 〜うきうきサマーバケーション〜（望月ゆーま、綿引メリー）[1]

### CM
- ぐんま信用金庫（現：しののめ信用金庫）